# انترشیلی
انترشیلی (به انگلیسی: AntarChile) شرکت خوشه‌ای شیلیایی است، که در زمینه ارائه خدمات جنگل‌داری، ماهی‌گیری، تجارت سوخت و سرمایه‌گذاری فعالیت می‌کند.
شرکت انترشیلی در سال ۲۰۰۳ تأسیس شد و در حال حاضر یکی از بزرگترین شرکت‌های خوشه‌ای آمریکای جنوبی می‌باشد. این شرکت در سال ۲۰۱۳ با ارزش بازاری معادل ۶٫۰۵ میلیارد دلار، در رتبه ۸۱۹ از فهرست فوربز جهانی ۲۰۰۰ قرار گرفت.
دفتر مرکزی این شرکت در شهر سانتیاگو، شیلی قرار دارد و بخشی از سهام آن در بازارهای بورس نیویورک و بورس اوراق بهادار سانتیاگو معامله می‌شود.